# Robert Goldman
Robert (Bobby, Bob) Goldman (ur. 10 listopada 1938, zm. 16 maja 1999) – amerykański brydżysta.

## Wyniki brydżowe

### Olimpiady
Na olimpiadach uzyskał następujące rezultaty:
| Olimpiady Brydżowe. Zawody teamów | Olimpiady Brydżowe. Zawody teamów | Olimpiady Brydżowe. Zawody teamów | Olimpiady Brydżowe. Zawody teamów | Olimpiady Brydżowe. Zawody teamów | Olimpiady Brydżowe. Zawody teamów |
| Rok                               | Miejsce                           | Zawody                            | Kategoria                         | Drużyna                           | Pozycja                           |
| --------------------------------- | --------------------------------- | --------------------------------- | --------------------------------- | --------------------------------- | --------------------------------- |
| 1984                              | Seattle                           | 7 Olimpiada Teamów                | Open                              | USA                               | 5                                 |
| 1972                              | Miami Beach                       | 4 Olimpiada brydżowa              | Open                              | USA                               | 2                                 |

### Zawody światowe
W światowych zawodach zdobył następujące lokaty:
| Mistrzostwa Świata. Konkurencja teamów | Mistrzostwa Świata. Konkurencja teamów | Mistrzostwa Świata. Konkurencja teamów | Mistrzostwa Świata. Konkurencja teamów | Mistrzostwa Świata. Konkurencja teamów | Mistrzostwa Świata. Konkurencja teamów |
| Rok                                    | Miejsce                                | Zawody                                 | Kategoria                              | Drużyna                                | Pozycja                                |
| -------------------------------------- | -------------------------------------- | -------------------------------------- | -------------------------------------- | -------------------------------------- | -------------------------------------- |
| 1995                                   | Pekin                                  | 32 Mistrzostwa Świata Teamów           | Open                                   | USA 1                                  | 9                                      |
| 1994                                   | Albuquerque                            | 9 Mistrzostwa Świata                   | Open                                   | Cayne                                  | 33                                     |
| 1990                                   | Genewa                                 | 8 Mistrzostwa Świata                   | Open                                   | Mahaffey                               | 17                                     |
| 1982                                   | Biarritz                               | 6 Mistrzostwa Świata                   | Open                                   | Brachman                               | 45                                     |
| 1979                                   | Rio de Janeiro                         | 24. Mistrzostwa Świata Teamów          | Open                                   | North America                          | 1                                      |
| 1978                                   | Nowy Orlean                            | 5 Mistrzostwa Świata                   | Open                                   | Brachman                               | 9                                      |
| 1974                                   | Wenecja                                | 20 Mistrzostwa Świata Teamów           | Open                                   | North America                          | 2                                      |
| 1973                                   | Guarujá                                | 19 Mistrzostwa Świata Teamów           | Open                                   | Aces                                   | 2                                      |
| 1972                                   | Miami Beach                            | 3. Olimpiada Par                       | Miksty                                 | Jacoby                                 | 1                                      |
| 1971                                   | Tajpej                                 | 18 Mistrzostwa Świata Teamów           | Open                                   | Aces                                   | 1                                      |
| 1970                                   | Sztokholm                              | 17 Mistrzostwa Świata Teamów           | Open                                   | USA                                    | 1                                      |
| 1969                                   | Rio de Janeiro                         | 16. Mistrzostwa Świata Teamów          | Open                                   | North America                          | 3                                      |

| Mistrzostwa Świata. Konkurencja par | Mistrzostwa Świata. Konkurencja par | Mistrzostwa Świata. Konkurencja par | Mistrzostwa Świata. Konkurencja par | Mistrzostwa Świata. Konkurencja par | Mistrzostwa Świata. Konkurencja par |
| Rok                                 | Miejsce                             | Zawody                              | Kategoria                           | Partner                             | Pozycja                             |
| ----------------------------------- | ----------------------------------- | ----------------------------------- | ----------------------------------- | ----------------------------------- | ----------------------------------- |
| 1990                                | Genewa                              | 8. Mistrzostwa Świata               | Miksty                              | Ruth Stober                         | 48                                  |
| 1978                                | Nowy Orlean                         | 5 Mistrzostwa Świata                | Open                                | Paul Soloway                        | 24                                  |

## Klasyfikacja
- Robert Goldman – klasyfikacja WBF (ang.)